# Coxeman
Coxeman è una serie a fumetti erotica di genere di spionaggio pubblicata in Italia dalla Edizioni Il Momento nel 1974, realizzata da Lorenzo Lepori per lo StudiOriga. Nasce come versione a fumetti dell'omonima serie di libri tascabili pubblicati in Inghilterra dallo stesso editore. Vennero pubblicati solo due numeri.
La serie rientra nella serie nero-erotica, seguendo le orme di Goldrake, l'agente playboy o di Playcolt, enfatizzando la componente pornografica e sadomaso sul modello di altre serie dell'epoca come Jacula, Lucifera o Biancaneve. 
Il personaggio principale, l'agente segreto Coxeman, aveva il volto di Graziano Origa, titolare dello studio e ideatore della serie. Sulla copertina di ogni numero era attaccato una sorta di francobollo coi colori della bandiera svedese, con su scritto: "Originale dalla Svezia", affermazione naturalmente falsa, per attirare l'attenzione dei lettori.